# Creixell
Creixell é um município da Espanha, na comarca do Tarragonès, província de Tarragona, comunidade autónoma da Catalunha. Tem 10,46 km² de área e em 2021 tinha 3 912 habitantes (densidade: 374 hab./km²). Limita com os municípios de La Pobla de Montornès, Bonastre, Roda de Berà e Torredembarra.